# Horský park Wilhelmshöhe

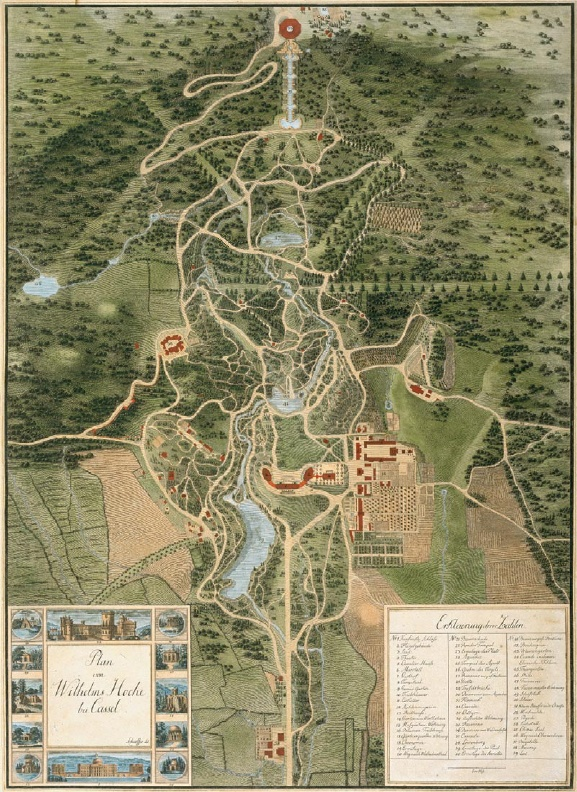
Mapa parku Wilhelmshöhe z roku 1810

Horský park Wilhelmshöhe (Bergpark Wilhelmshöhe) je park v Kasselu v Německu. Tento horský park je největší v Evropě a druhý největší na světě[zdroj?]. Jeho výstavba začala v roce 1696 a trvala asi 150 let. Jeho rozloha je 2,4 km². Roste zde více než 600 druhů stromů a dalších rostlin z celého světa. Mezi oblíbené památky v areálu parku patří vodopády, fontány, skleníky plné tropické vegetace a také zámek Löwenburg.
V roce 2013 byl Horský park Wilhelmshöhe zapsán na seznam Světového dědictví UNESCO.